# Кристијан Голомејев
Кристијан Цветанов Голомејев (грч. Κριστιάν Γκολομέεβ, буг. Кристиан Цветанов Голомеев; Велинград, 4. јул 1993) грчки је пливач бугарског порекла чија специјалност су спринтерске трке слободним и делфин стилом.
Његов отац Цветан Голомејев је био познати бугарски пливач и олимпијац.

## Каријера
Међународну каријеру Голомејев је започео на европском јуниорском првенству у Београду 2011. где је у трци на 50 метара слободним стилом освојио сребрну медаљу. Свега месец дана касније на светском јуниорском првенству у Перуу осваја бронзу на 50 слободно и четврто место на у штафети 4×100 метара слободно.
На Европском првенству 2012. у Дебрецину успео је да се квалификује за ЛОИ 2012. у Лондону где је у трци на 100 слободно пливао у квалификацијама и са временом 50,08 секунди заузео је 31. место. Потом је на Медитеранским играма 2013. у турском Мерсину освојио чак три медаље, бронзе на 50 слободно и 4×100 слободно, те сребро на 4×100 мешовито.
На светском првенству у Казању 2015. успео је да се пласира у финале трке на 50 слободно, а резултат од 21,98 секунди био му је довољан за укупно 7. место.
На ЛОИ 2016. у Рију такмичио се у чак 4 дисциплине, а најбољи резултат му је било 10. место у полуфиналу трке на 50 метара слободно, са временом 21,98 секунде. На 100 слободно био је тек 20. у квалификацијама, а резултат од 48,68 секунди био је уједно и нови национални рекорд Грчке. У Лондону је Голомејев пливао и у штафетама 4×100 слободно и 4×100 мешовито, а у оба наврата грчки пливачи нису успели да се квалификују за финала.
Нови наступ на светским првенствима уписао је у Будимпешти 2017. где је пливао у чак 5 дисциплина. Највећи успех остварио је у трци на 50 слободно у којој је заузео 7. место у финалу. Дан раније у квалификацијама испливао је 21,69 што је био и нови национални рекорд. На 100 слободно био је 20. у квалификацијама, а исту позицију заузео је и у квалификацијама трке на 50 делфин. Пливао је и у штафетама 4×100 слободно и 4×100 мешовито, међутим грчки тим није успео да се пласира у финала тих трка.
Током 2018. Голомејев је имао неколико одличних наступа на међународним такмичењима. Прво је на Медитеранским играма у Тарагони освојио укупно три медаље, злата у појединачним тркама на 50 слободно и 50 делфин и сребро у штафети 4×100 слободно. Нешто више од месец дана касније на Европском првенству у Глазгову осваја сребрну медаљу у трци на 50 метара слободним стилом.
Највећи успех на светским првенствима остварио је у корејском Квангџуу 2019. где је успео да освоји и прву медаљу , сребрну, у трци на 50 слободно, а време од 21,45 секунди је уједно била и норма за ЛОИ 2020. у Токију. У трци на 50 делфин био је укупно девети у полуфиналу заоставши свега 0,08 секунди иза осмопласираног Андреја Жиклкина.